# Juli Crockett
Juli Crockett (* 1. srpna 1975, Enterprise, Alabama, USA) je americká dramatička, zpěvačka a kytaristka. Její matkou byla spisovatelka Linda Crockett. Napsala několik divadelních her a některé také režírovala. Roku 2003 založila spolu se zpěvačkou Lisou Dee skupinu The Evangenitals hrající alternativní country. Mimo to také vystupuje se skupinou Cash'd Out, což je skupina hrající písně Johnnyho Cashe. V roce 2012 složila hudbu k filmu Caine's Arcade režiséra Nirvana Mullicka. Rovněž se profesionálně věnovala boxu.